# Mango (owoc)

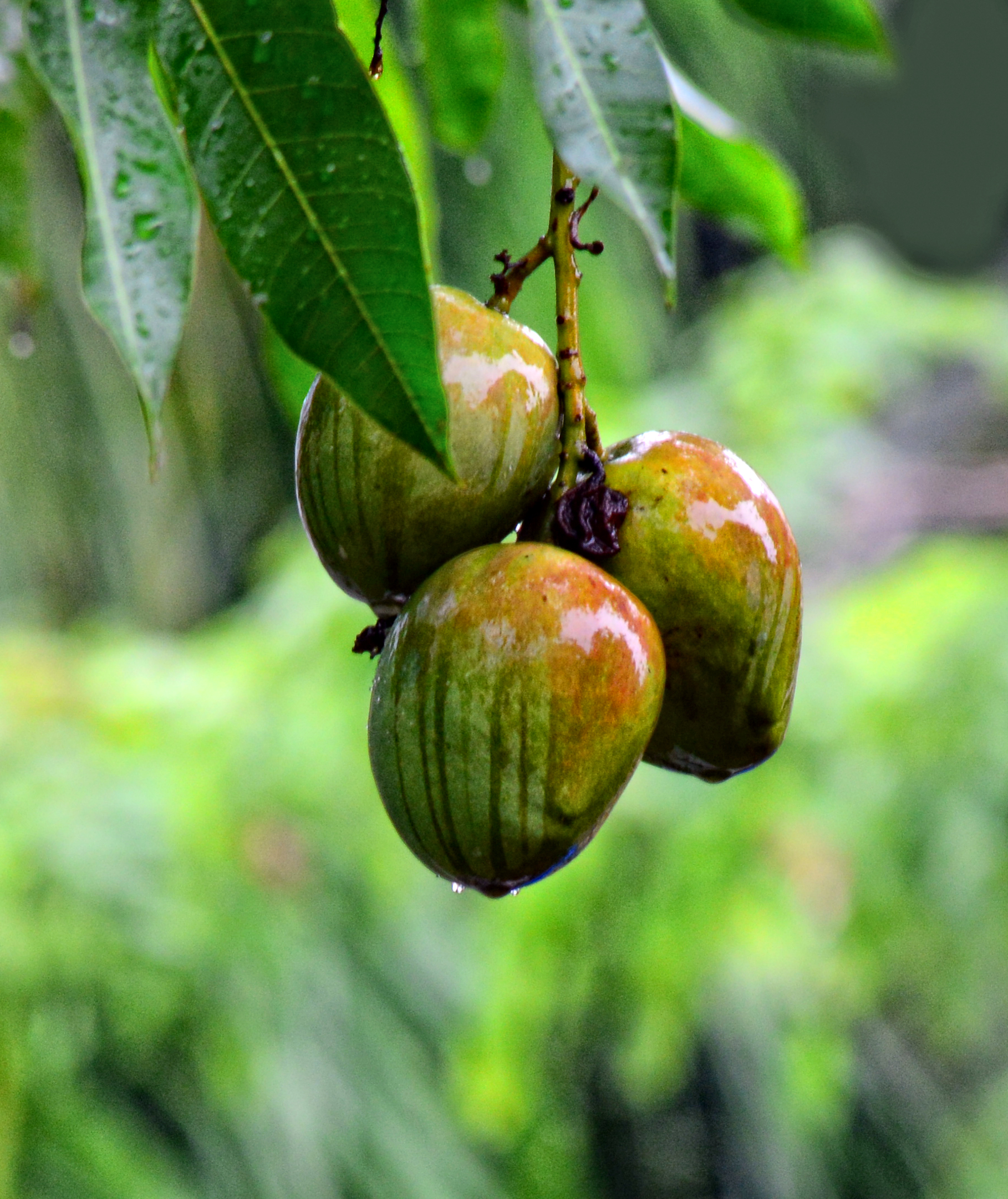

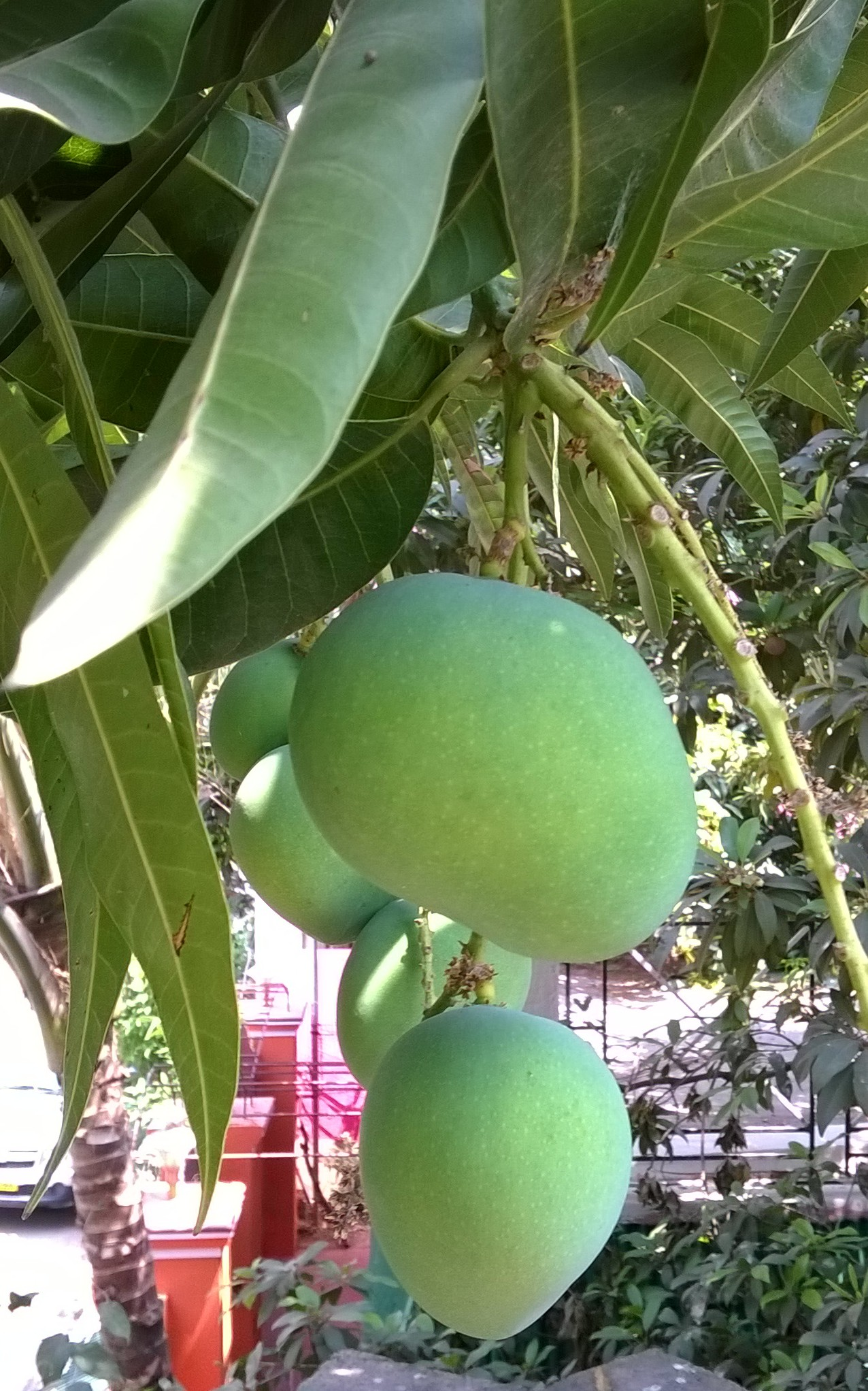

Mango – soczysty owoc w typie pestkowca tropikalnych drzew z rodzaju mango (Mangifera). 
Spośród ponad 60 gatunków mango ok. 25 uprawianych jest dla jadalnych owoców. Większość gatunków uprawiana jest lokalnie i tylko pochodzące z obszaru indomalajskiego mango indyjskie (Mangifera indica) zostało szeroko rozprzestrzenione i stało się jednym z najczęściej uprawianych drzew owocowych w strefie tropikalnej. 
Jest to narodowy owoc Indii, Pakistanu i Filipin, ponadto znajduje się na liście narodowych drzew Bangladeszu.

## Budowa owocu mango indyjskiego
Dojrzałe owoce mango cechuje zmienność w kolorze i rozmiarach. W zależności od kultywaru mogą być z zewnątrz żółtawe, pomarańczowe, czerwone lub zielone, przed dojrzeniem są ciemnozielone. Skórka jest cienka i twarda. Wewnątrz owocu znajduje się silnie spłaszczone nasiono o długości 4–7 cm, zawierające zarodek rośliny. Nasiona mango nie są wytrzymałe na mrożenie i suszenie. Nasiono kryte jest endokarpem o grubości 1–2 mm i włóknistej lub owłosionej powierzchni, który nie oddziela się łatwo od miąższu. Pierwotnie i u odmian prymitywnych twarde włókna przechodziły przez cały miąższ owocu, u szlachetnych odmian przytulone są one do pestki. Miąższ jest soczysty i aromatyczny, barwy pomarańczowożółtej. Owoc osiąga rozmiary od 0,1 do 0,2 kg, ale u najpopularniejszych odmian uprawnych od 0,3 do 0,5 kg. U niektórych odmian owoce ważą ponad 1 kg, ale kosztem niższej plenności.
Dojrzałe, nieobrane mango wydaje charakterystyczny słodki, żywiczny zapach.

## Etymologia

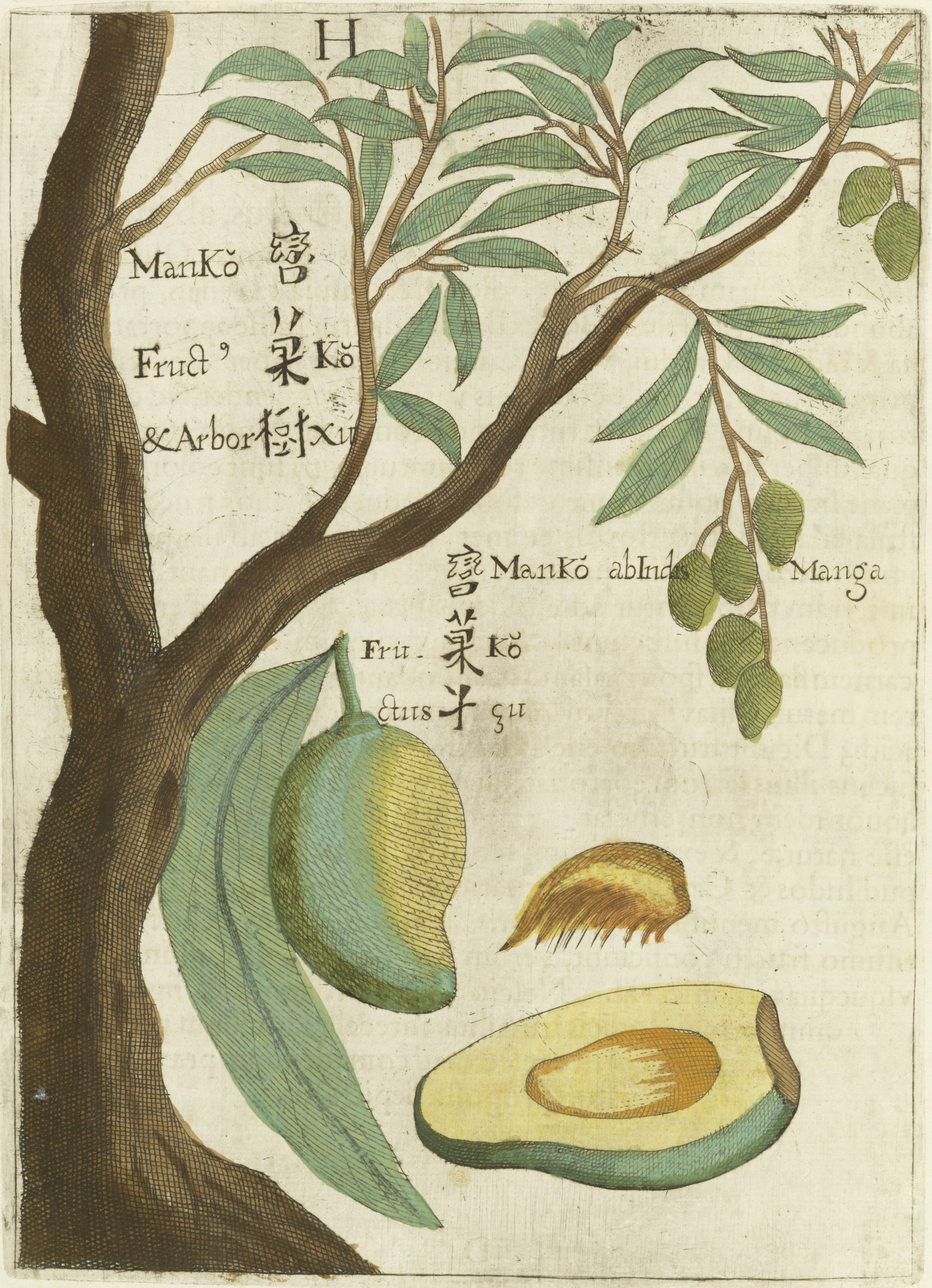
Ilustracja przedstawiająca mango autorstwa Michała Boyma; Flora sinensis, 1656

Słowo „mango” pochodzi od występującego w języku malajalam słowa māṅṅa. Do języków europejskich przeszło ono pod wpływem zmodyfikowanej formy portugalskiej (manga). Portugalczycy zapoznali się z mango ze względu na handel przyprawami w Kerali (od 1498 roku).
Pierwsze znane świadectwa pisane potwierdzające występowanie słowa "mango" (jeszcze w formie "manga") w językach europejskich pochodzą z 1510 roku (tekst Ludovico di Varthema w języku włoskim). Wczesne użycia tego wyrazu w kolejnych językach, jak francuski i łacina poklasyczna, wystąpiły prawdopodobnie pod wpływem tego tekstu. Pochodzenie końcówki „-o” w nazwie owocu nie jest wyjaśnione. Mango wspomniał również Hendrik van Rheede w pracy Hortus Malabaricus, stanowiącej kompendium roślin o znaczeniu gospodarczym i medycznym z Malabaru, opublikowanej w 1678.
Owoce mango dotarły do trzynastu kolonii w XVII wieku – ze względu na długą drogę transportu wymagały konserwacji, kiszenia. Pod wpływem tego faktu inne owoce poddawane kiszeniu również przyjęły w języku angielskim nazwę mango, w szczególności papryki. Od XVIII wieku słowo mango zaczęło funkcjonować także jako czasownik znaczący „kisić”.

## Uprawa

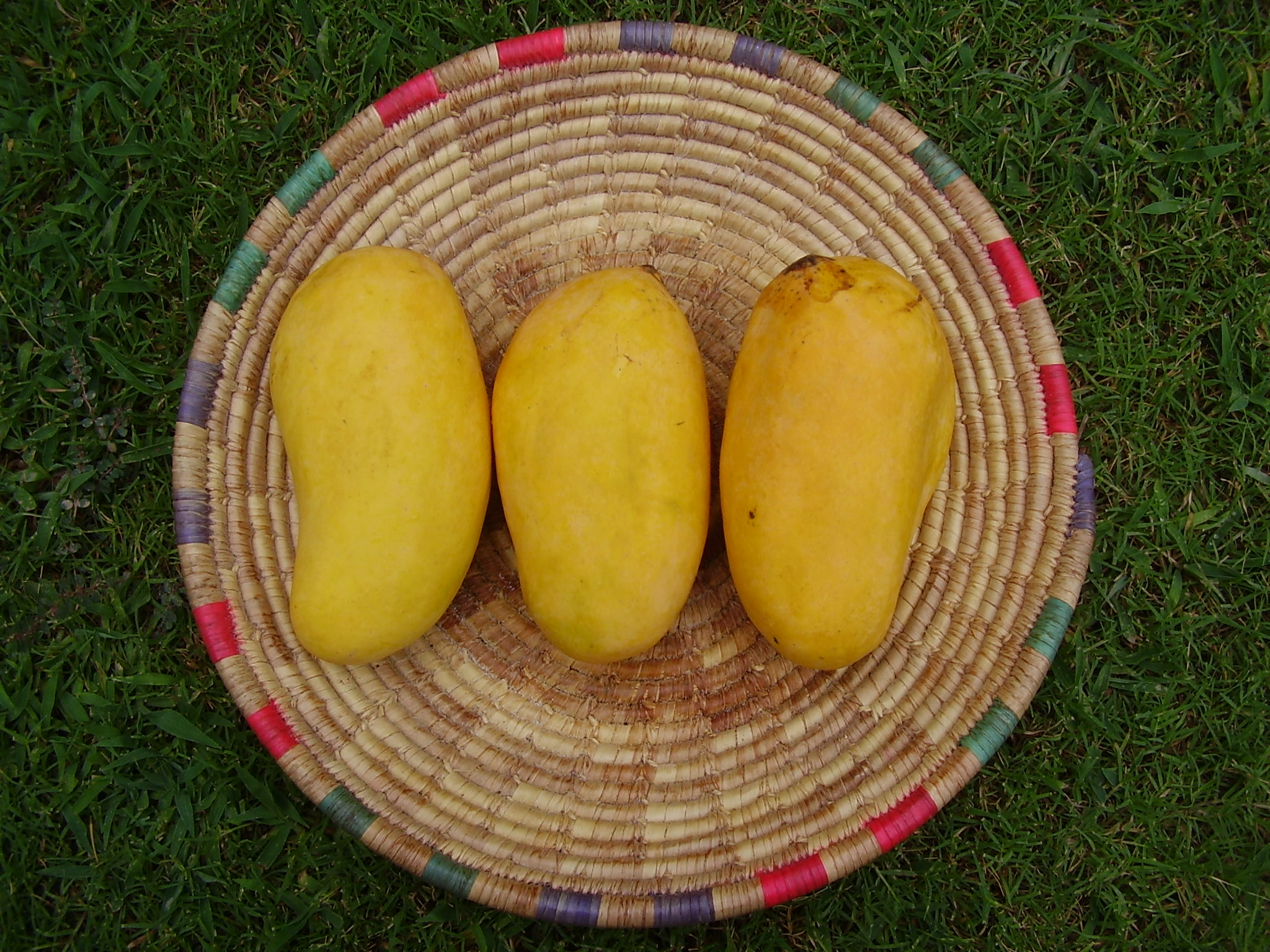
Mirpur Khas (Sindh, Pakistan) słynie z mango Sindhri

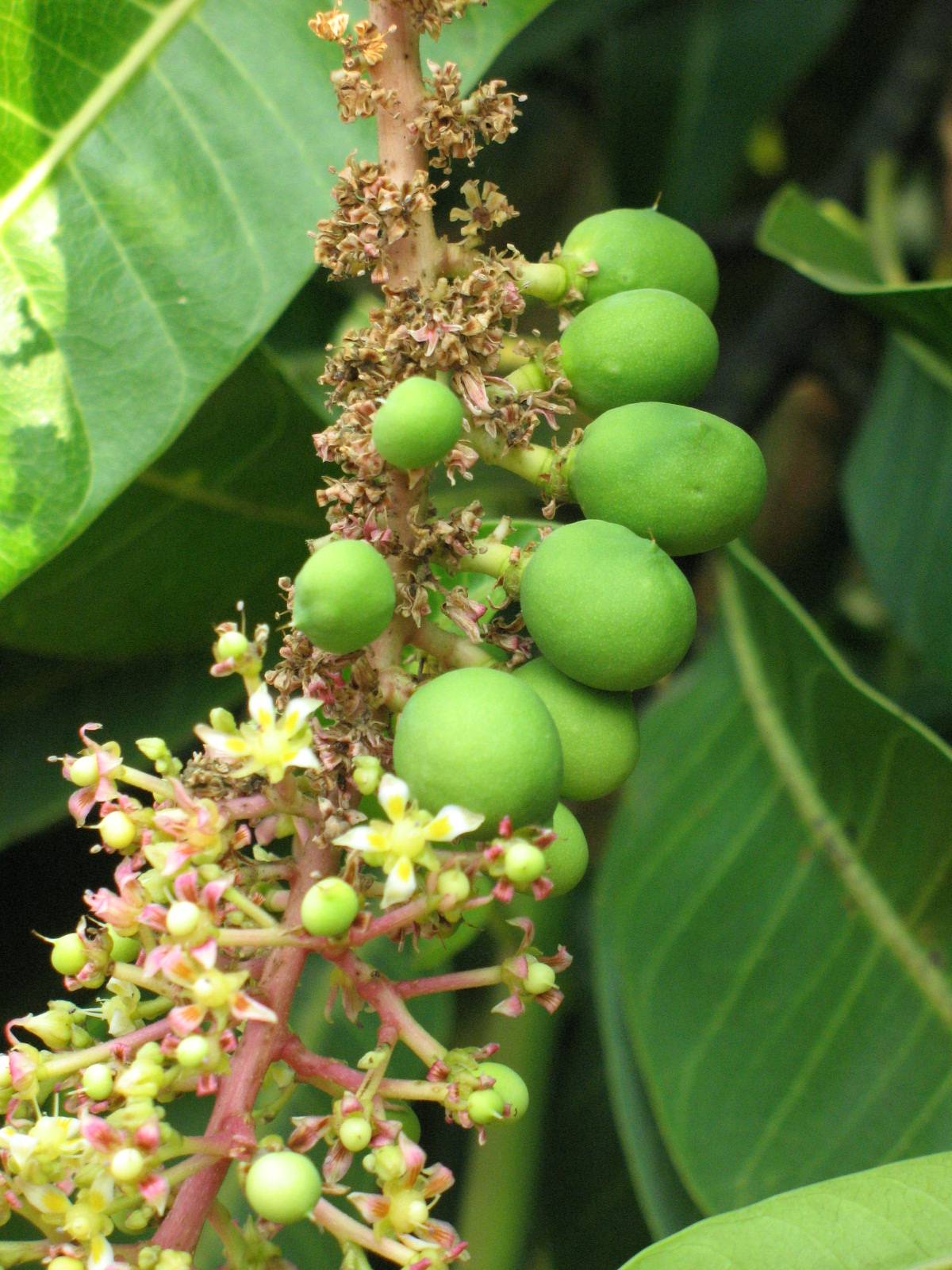
Zbliżenie na kwiatostan i niedojrzałe owoce mango ‘Alphonso’; taluk Devgad, Maharasztra, Indie

Mango były uprawiane w Azji Południowej przez tysiące lat; do Azji Południowo-Wschodniej dotarły między V a IV wiekiem p.n.e. Do X wieku n.e. rozpowszechniły się we Wschodniej Afryce. XIV-wieczny marokański podróżnik Ibn Battuta wspomniał o uprawie tych drzew w Mogadiszu. W XIV wieku dotarły na Filipiny. Następnie uprawy mango zostały rozpowszechnione w Brazylii, na Bermudach, Karaibach i Meksyku.
Mango uprawiane jest obecnie w większości regionów wolnych od przymrozków, w strefach tropikalnych i subtropikalnych; około połowy światowych upraw znajduje się w Indiach, kolejnym producentem są zaś Chiny. Mango uprawiane są także w Andaluzji (głównie prowincja Malaga) ze względu na odpowiedni do uprawy roślin tropikalnych klimat, właściwy dla tylko kilku miejsc w Europie. Innym znaczącym regionem Hiszpanii, w którym produkuje się mango, są Wyspy Kanaryjskie. Pozostałe uprawy znajdują się w Ameryce Północnej (południowa Floryda oraz Coachella Valley w Kalifornii), Ameryce Południowej i Centralnej, na Karaibach, Hawajach, w południowej, zachodniej i środkowej Afryce, w Australii, Korei Południowej, Pakistanie, Bangladeszu i Azji Południowo-Wschodniej. Choć Indie są największym producentem, na kraj ten przypada mniej niż 1% światowej wymiany handlowej; większość mango konsumowanych jest przez mieszkańców.
Wiele dochodowych kultywarów pochodzi od odpornego na chłód kultywaru Gomera-1, wyselekcjonowanego na Kubie. Jego system korzeniowy jest dobrze przystosowany do życia na wybrzeżach w strefie klimatu śródziemnomorskiego.
Drzewa uprawiane są w rozstawie 8 × 15 m lub gęściej. Odmiany szlachetne są niższe niż drzewa w naturze (osiągające 20 m) i bardziej rozłożyste. Plon u poszczególnych odmian bywa bardzo zróżnicowany. Na skuteczność zapylania istotny wpływ ma pogoda – znacznie mniejsze plony uzyskuje się podczas pogody deszczowej lub nawet podczas występowania silnej rosy. Na wielkość plonowania wpływa także proporcja kwiatów męskich do obupłciowych – u niektórych odmian te drugie, mogące zawiązywać owoce stanowią tylko 5% kwiatów. Plonowanie jest także zmienne w różnych latach – poszczególne drzewa silniej owocują co drugi rok, a przy niedoborach azotu nawet tylko co trzy–cztery lata.
Owoce dojrzewają w zależności od odmiany w ciągu 2 do 4 miesięcy. Standardowo jest jeden okres kwitnienia i owocowania w ciągu roku, który bywa przyśpieszany np. za pomocą wypalania ognisk pod drzewami. Dojrzałe owoce łatwo same spadają z drzew, dlatego zbierane są przed dojrzeniem – dojrzewają po zbiorze. Owoce cechują się stosunkowo krótkim okresem przechowalniczym, np. u odmiany 'Alphonso' wynosi on maksymalnie 30 dni. Związane jest to z wrażliwością owoców na niskie temperatury – już poniżej 11 °C łatwo i szybko się psują.
Trudności w uprawie związane są też z tym, że mango źle rozmnaża się wegetatywnie (ukorzenia się czasem tylko niewielka część sadzonek), rozmnażanie z nasion daje efekt w postaci roślin nie powtarzających korzystnych cech z punktu widzenia użytkowego. Drzewa te źle też znoszą przesadzanie.

### Kultywary

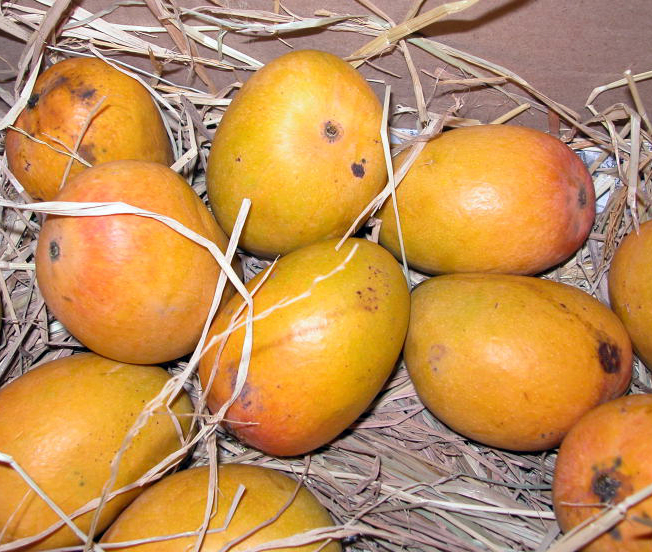
Mango 'Alphonso', nazwane po Afonso de Albuquerque, który wprowadził je do Goa

Istnieją setki nazwanych kultywarów mango. W sadach, gdzie się je uprawia, często rośnie ich po kilka celem zwiększenia skuteczności zapylania, poprzez zapylenie krzyżowe. Odmiany znajdujące się w uprawie, podobnie jak odmiany innych gatunków sadowniczych, rozmnaża się wegetatywnie stosując okulizację lub inną metodę szczepienia. Przez długi czas jako podkładki wykorzystywano przypadkowe siewki, jednak ze względu na ich silny wzrost chętniej były stosowane rośliny powstałe w wyniku poliembrionii. Dopiero od niedawna (pierwsze wyniki prac w 2008 roku) prowadzone są badania mające na celu wyselekcjonowanie podkładek o słabym wzroście (zmniejszające rozmiary drzew w sadzie), których uprawa pozwoli na zwiększenie gęstości drzew w sadzie.
Poszczególne kultywary można uprawiać jedynie w konkretnych klimatach. Przykładowo, kultywary indyjskie, np. ‘Julie’, z powodzeniem uprawiane na Jamajce, ale na Florydzie wymagają używania fungicydów, by chronić je przed antraknozą.
Współcześnie rynek mango zdominowany jest przez kultywar 'Tommy Atkins', wywodzący się od mango 'Haden'. Po raz pierwszy drzewko tego kultywaru wydało owoce w 1940 w południowej Florydzie. Początkowo nie pokładano w nim nadziei na dochodowość. Sadownicy i importerzy zainteresowali się tym kultywarem ze względu na jego ogromną wydajność, odporność na choroby, trwałość (także podczas przewozu), rozmiar i atrakcyjny kolor.

## Produkcja
W 2014 światowa produkcja mango (włączając w to owoce mangostanu oraz gujawy) wynosiła blisko 45,23 mln ton, przy czym 40,7% produkcji (18,4 mln ton) przypadło na Indie. Największymi producentami po Indiach były Chiny i Tajlandia.

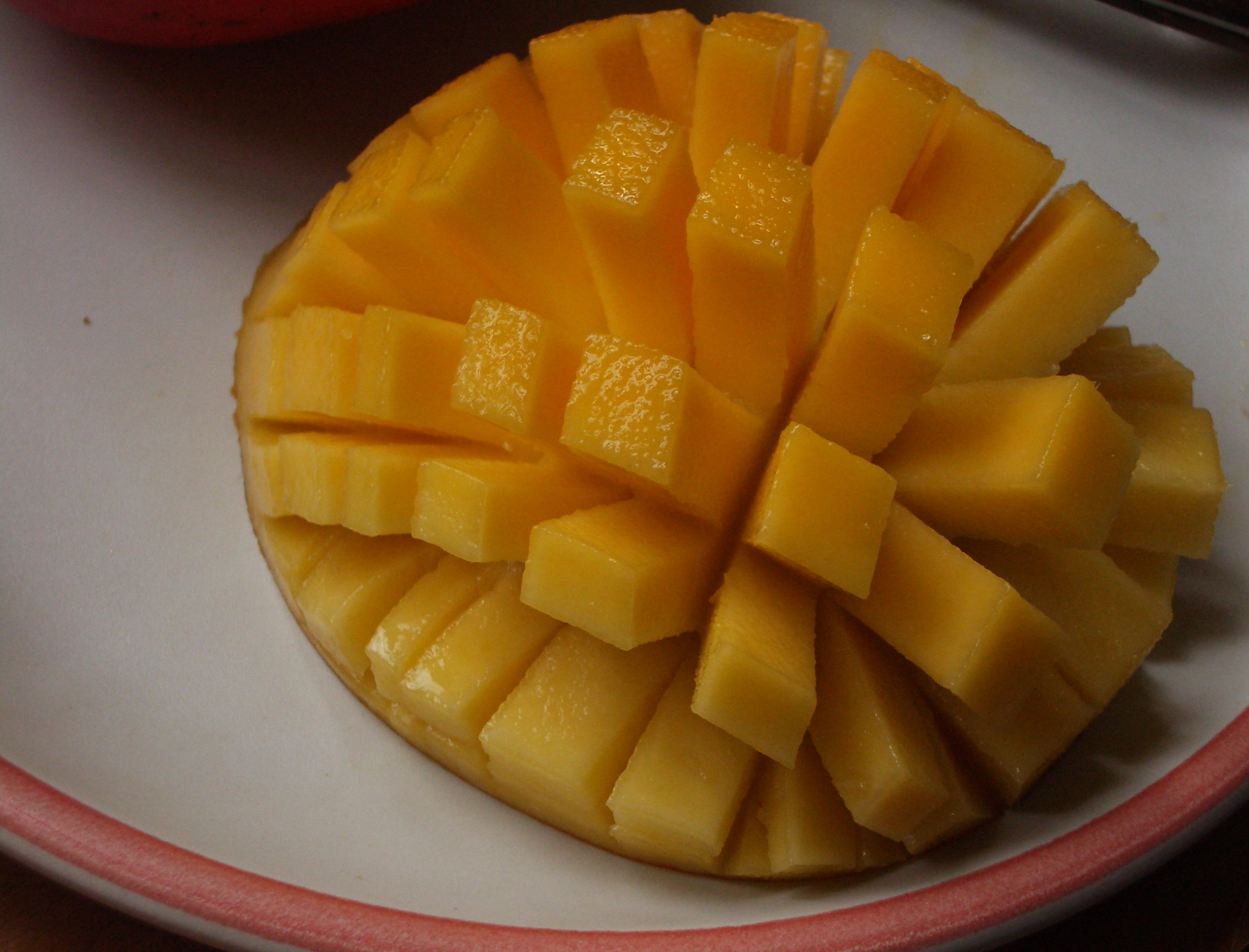
Jeden ze sposobów przyrządzania mango. Polega na pocięciu miąższu we wzór przypominający kratkę, a następnie wywinięciu części owocu „na lewą stronę”; poszczególne elementy nadal trzymają się wtedy skórki owocu

| Lp. | Państwo   | Produkcja (miliony ton) |
| --- | --------- | ----------------------- |
| 1   | Indie     | 18,43                   |
| 2   | Chiny     | 4,52                    |
| 3   | Tajlandia | 3,60                    |
| 4   | Indonezja | 2,43                    |
| 5   | Meksyk    | 1,75                    |
| 6   | Pakistan  | 1,72                    |
|     | Świat     | 45,23                   |

## Żywność
Mango przeważnie są słodkie, niekiedy kwaskowate, jednak smak i tekstura miąższu różni się w zależności od odmiany uprawnej; niektóre są miękkie, inne są zaś twardsze. Zmienna jest także zawartość włókien, od ich zupełnego braku, poprzez zawartość drobnych włókienek, aż po odmiany włókniste. Spożywany jest miąższ, twarda skórka i nasiono są przed spożyciem usuwane. Poza owocami spożywane są także młode liście mango w formie sałatek.

### Kulinaria

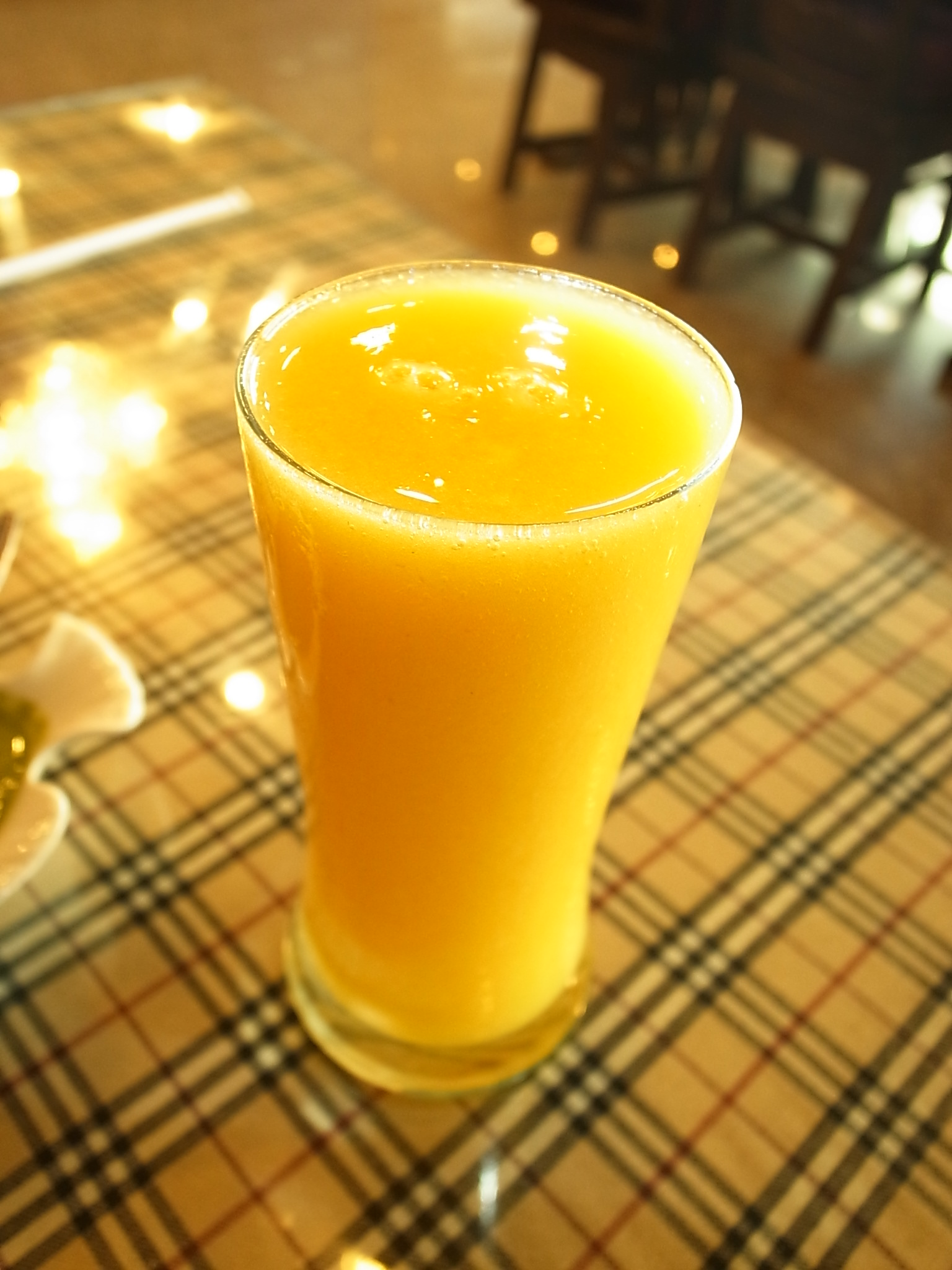
Szklanka soku z mango

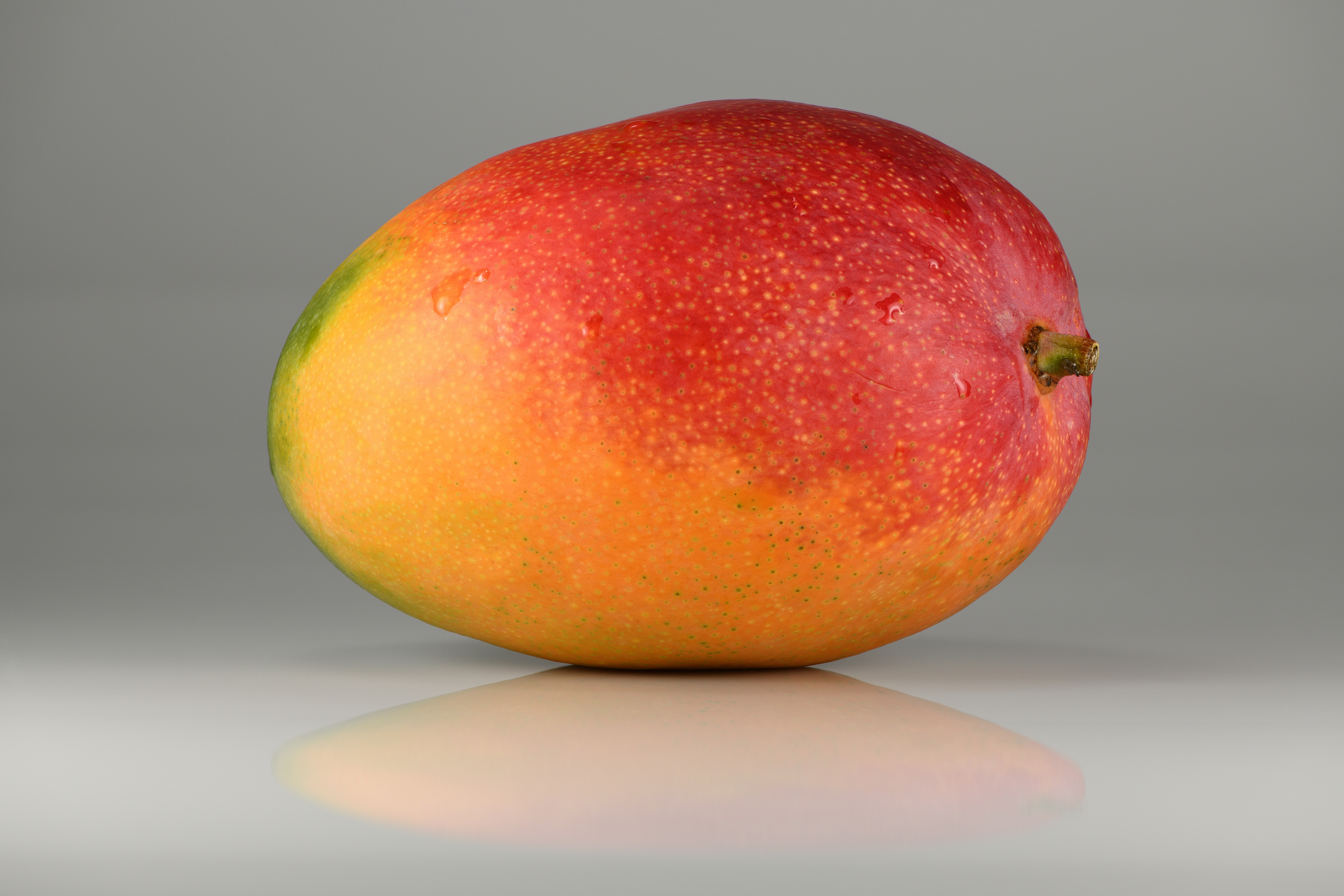

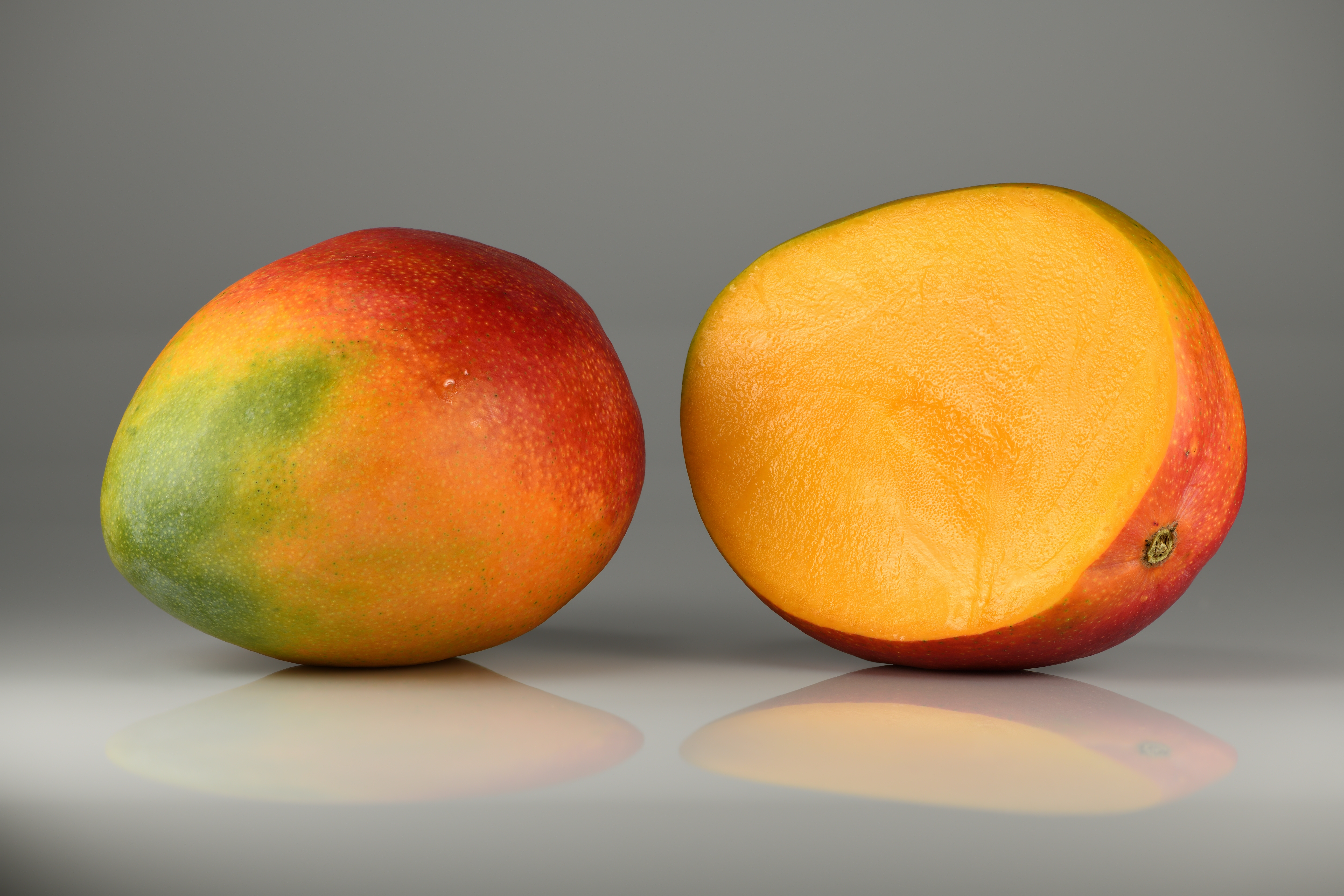

Mango mają szerokie zastosowanie w sztuce kulinarnej. Kwaśne, niedojrzałe okazy są składnikiem sosów chutney, athanu, kiszonek i przystawek. Mogą być też podawane na surowo z solą, chili lub sosem sojowym. Na mango oparty jest napój aam panna. Miąższ mango jako składnik galarety lub ugotowany z dalem z czerwonej fasoli oraz zielonymi chili może być podawany z gotowanym ryżem. Lassi z mango jest popularne w Azji Południowej, składa się z kawałków dojrzałych mango lub ich roztartego miąższu, maślanki i cukru. Dojrzałe mango służą także do przyrządzania curry. Aamras to popularny, gęsty sok z mango wymieszany z cukrem lub mlekiem, spożywany z ćapati lub puri. Miąższ mango jest składnikiem dżemu zwanego mangada. Andhra aavakaaya to kiszonka z roztartych surowych, niedojrzałych, kwaśnych mango wymieszanych ze sproszkowanym chili, nasionami kozieradki i gorczycy, solą i olejem arachidowym. W Andhra Pradesh mango wchodzi w skład dalu. Mieszkańcy stanu Gudźarat używają mango do przygotowywania chundy (prostego przysmaku ze startego mango).
Mango wykorzystywane są także do wytwarzania murabby (konserw owocowych), muramby (słodkiego przecieru z mango), amchuru (suszonego, sproszkowanego niedojrzałego mango), kiszonek (także ostrych z dodatkiem oleju gorczycowego) i alkoholu. Dojrzałe mango można również pociąć na cienkie warstwy, wysuszyć, złożyć i pociąć ponownie na wzór pasków suszonej gujawy sprzedawanych w niektórych krajach. Mango dodawane są również do niektórych produktów zbożowych, jak musli i granola. Na Hawajach podaje się lekko przypalone mango.
Niedojrzałe mango spożywane są z bagoongiem (pastą krewetkową; w szczególności na Filipinach), sosem rybnym, octem, sosem sojowym lub z solą. Popularne są także suszone mango, niekiedy w połączeniu z pozbawionym nasion owocem tamaryndowca. Mango stosowane są także w sokach oraz jako składnik lodów i sorbetów. Zielone mango wchodzą w skład sałatek z sosem rybnym i suszonymi krewetkami. Podane z mlekiem kondensowanym wchodzą w skład deseru opartego o odpowiednio przycięty lód (shave ice).

### Wartości odżywcze[28]
| Składniki pokarmowe | Składniki pokarmowe | Witaminy    | Witaminy | Składniki mineralne | Składniki mineralne |
| ------------------- | ------------------- | ----------- | -------- | ------------------- | ------------------- |
| woda                | 83,46 g             | witamina A  | 54 mg    | magnez              | 10 mg               |
| energia             | 60 kcal             | witamina B1 | 0,028 mg | fosfor              | 14 mg               |
| węglowodany         | 15 g                | witamina B2 | 0,038 mg | żelazo              | 0,16 mg             |
| w tym błonnik       | 1,6 g               | witamina B6 | 0,119 mg | sód                 | 1 mg                |
| tłuszcze            | 0,38 g              | witamina C  | 36,4 mg  | wapń                | 11 mg               |
| białko              | 0,82 g              | witamina PP | 0,669 mg | potas               | 168 mg              |

#### Wartość odżywcza
Stugramowa porcja mango ma wartość energetyczną 250 kJ (60 kcal), dla odmiany apple mango jest ona nieco wyższa (79 kcal/100 g). Świeże mango zawiera wiele różnych składników odżywczych, ale znaczące są tylko ilości witaminy C i kwasu foliowego, pokrywające odpowiednio 44% i 11% zalecanego dziennego spożycia.

#### Fitochemia
W skórce i miąższu mango obecne są liczne fitochemikalia, w tym triterpeny i lupeol, będący przedmiotem badań podstawowych dotyczących jego działania na organizmy. Ekstrakt z kory mango, zwany Vimang, który zawiera liczne polifenole, był obiektem badań nad zastosowaniem go u ludzi starszych.
Skórka mango zawiera karotenoidy, w tym prowitaminę A, β-karoten, luteinę i α-karoten oraz polifenole, jak kwercetyna, kemferol, kwas galusowy, kwas kawowy, katechiny i taniny. Mango zawiera również unikatowy ksantonoid – mangiferynę.
Zawartość fitochemikaliów i składników odżywczych są różne w zależności od kultywaru mango. W jego miąższu odnotowywano do 25 karotenoidów, głównie beta-karoten, odpowiedzialny za żółtopomarańczowy kolor większości z odmian uprawnych. Liście mango także wykazują się znaczącą zawartością polifenoli, w tym ksantonoidów, mangiferyny i kwasu galusowego.

### Smak

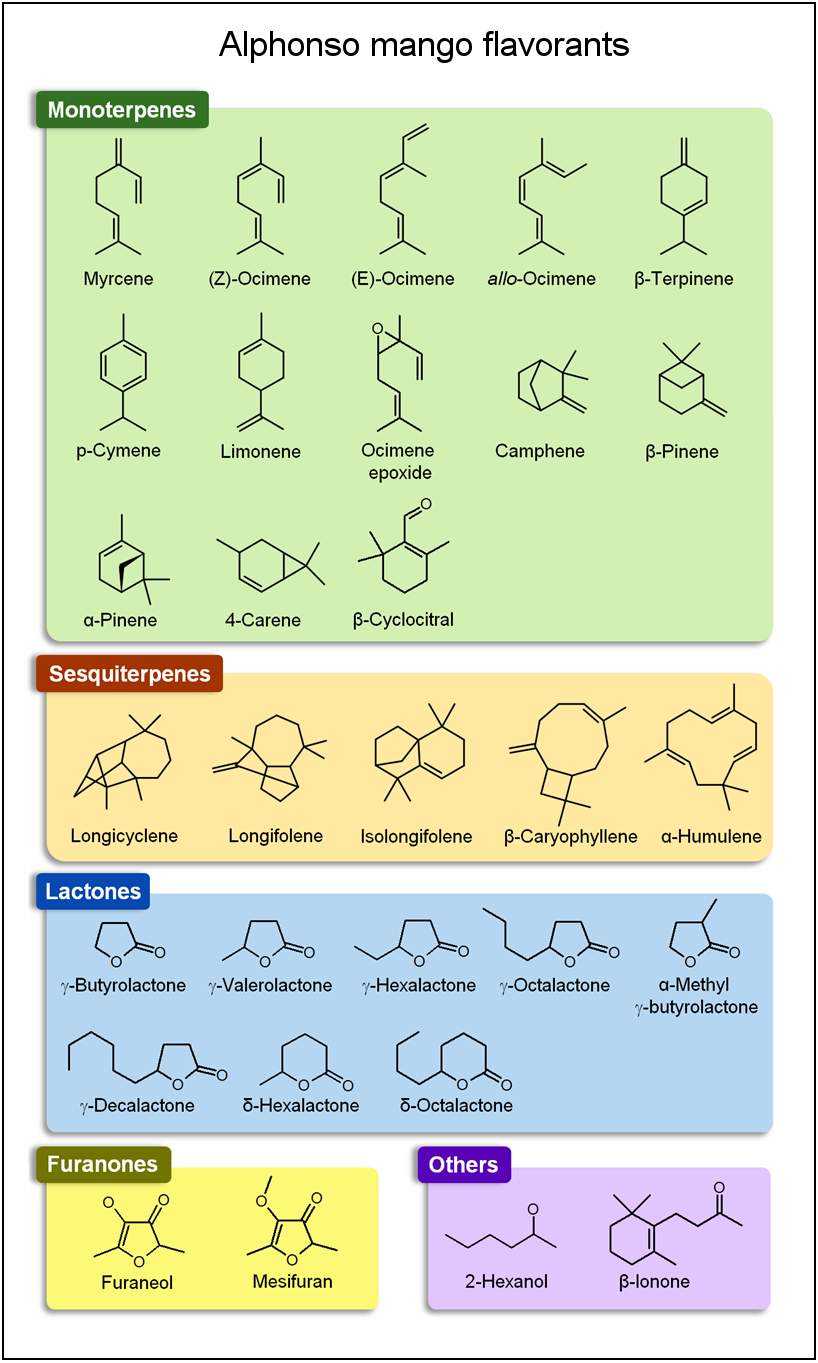
Główne substancje wpływające na smak u mango odmiany 'Alphonso'

Smak mango jest efektem zawierania kilku lotnych związków organicznych, głównie terpenów, furanonów, laktonów i estrów. Ich skład i proporcje różnią się w zależności od kultywaru. U kultywarów z Nowego Świata dominuje 3-karen (patrz: karany); u tych ze Starego Świata przeważają inne monoterpeny, np. (Z)-ocymeny i mircen oraz laktony i furanony. W Indiach ‘Alphonso’ jest jednym z popularniejszych kultywarów. Laktony i furanony powstają u niego podczas dojrzewania, zaś terpeny i inne substancje wpływające na smak są obecne podczas całego rozwoju owocu. Badania wykazały, że etylen, zastosowany jako składnik atmosfery w trakcie dojrzewania owoców, zachowuje się jak naturalny hormon przyspieszający dojrzewanie, który powoduje zmianę ich smaku. Choć związki wpływające na smak u mango są dobrze poznane, niewiele jest badań dotyczących biosyntezy tych związków; odkryto jedynie kilka genów kodujących enzymy odpowiedzialne za drogi syntezy związków wpływających na smak tych owoców.

## Powodowanie alergii skórnej
Kontakt z olejkami zawartymi w liściach, gałęziach, żywicy i skórce mango może powodować podrażnienie skóry i wstrząs anafilaktyczny u wrażliwych osób. Ludzie, którzy reagują w ten sposób na urushiol (alergen zawarty w tzw. trujących bluszczach, czyli roślinach z rodzaju Toxicodendron) prawdopodobnie będą tak reagować także na kontakt z mango. Być może substancje zawarte w mango oraz uroshiol są alergenami krzyżowymi. Podczas sezonu na dojrzewanie mango na Hawajach jest to najczęstszy alergen roślinny. Osoby wrażliwe na te alergeny są jednak w stanie bezpiecznie spożywać obrane mango i sok z tego owocu.

## Znaczenie w kulturze

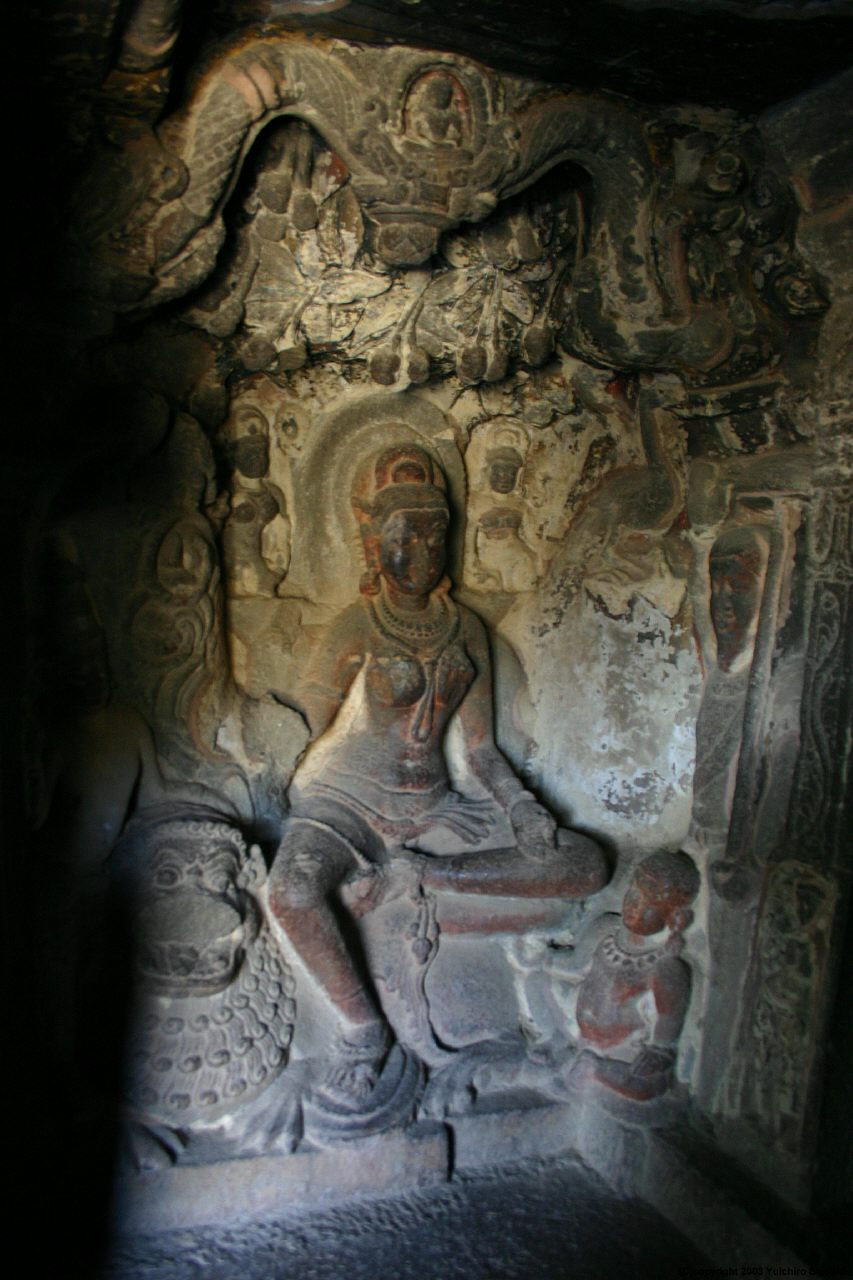
Ambika, dźinistyczna bogini, pod drzewem mango, Cave 34 w stanowisku archeologicznm Elura

Mango jest jednym z narodowych owoców Indii, Pakistanu i Filipin, jest także narodowym drzewem Bangladeszu. W Indiach zbiory i sprzedaż mango odbywają się od marca do maja, a ich przebieg corocznie relacjonują media.
Cesarz Akbar (1556–1605) miał zasadzić sad liczący 100 tys. drzew mango w Darbhanga we wschodnich Indiach. Dźinijską boginię Ambikę tradycyjnie przedstawia się jako siedząca pod drzewem mango. W hinduizmie idealnie dojrzałe mango trzymane przez Ganeśę jest symbolem dotarcia do celu. Kwiatów mango używa się podczas oddawania czci bogini Saraswati. W trakcie obchodów święta Ugadi spożywana jest potrawa ugadi pachadi, przyrządzona m.in. z użyciem kawałków mango.
Suszona skórka mango i jego nasiona używane są w ajurwedzie. Liśćmi mango dekoruje się sklepienia i drzwi w indyjskich domach, znajdują zastosowanie jako ozdoba także podczas ślubów i świąt, jak Ganeśćaturthi. Motywy i paisleye z mango są powszechnie stosowane w hafciarstwie, widnieją m.in. na szalach czy sari.
W Tamil Nadu mango jest jednym z trzech królewskich owoców, wraz z bananami i dżakfrutem.
Soki owocowe z mango są popularne w Indiach, znaleźć je można w sokach marek takich jak Frooti, Maaza czy Slice. Napoje te zawierają jednak cukier i sztuczne dodatki smakowe, więc według indyjskiego prawa (Food Safety and Standards Authority of India) nie są traktowane jako soki.
W Australii mango z pierwszych zbiorów w roku tradycyjnie sprzedaje się na cele charytatywne. Kalidasa, poeta sanskrycki, w swoich utworach nawiązywał do mango. W Chinach spopularyzowano te owoce podczas rewolucji kulturalnej jako symbol miłości Mao Zedonga do ludu; wcześniej niemal nie słyszano o nich w Chinach.

## Galeria

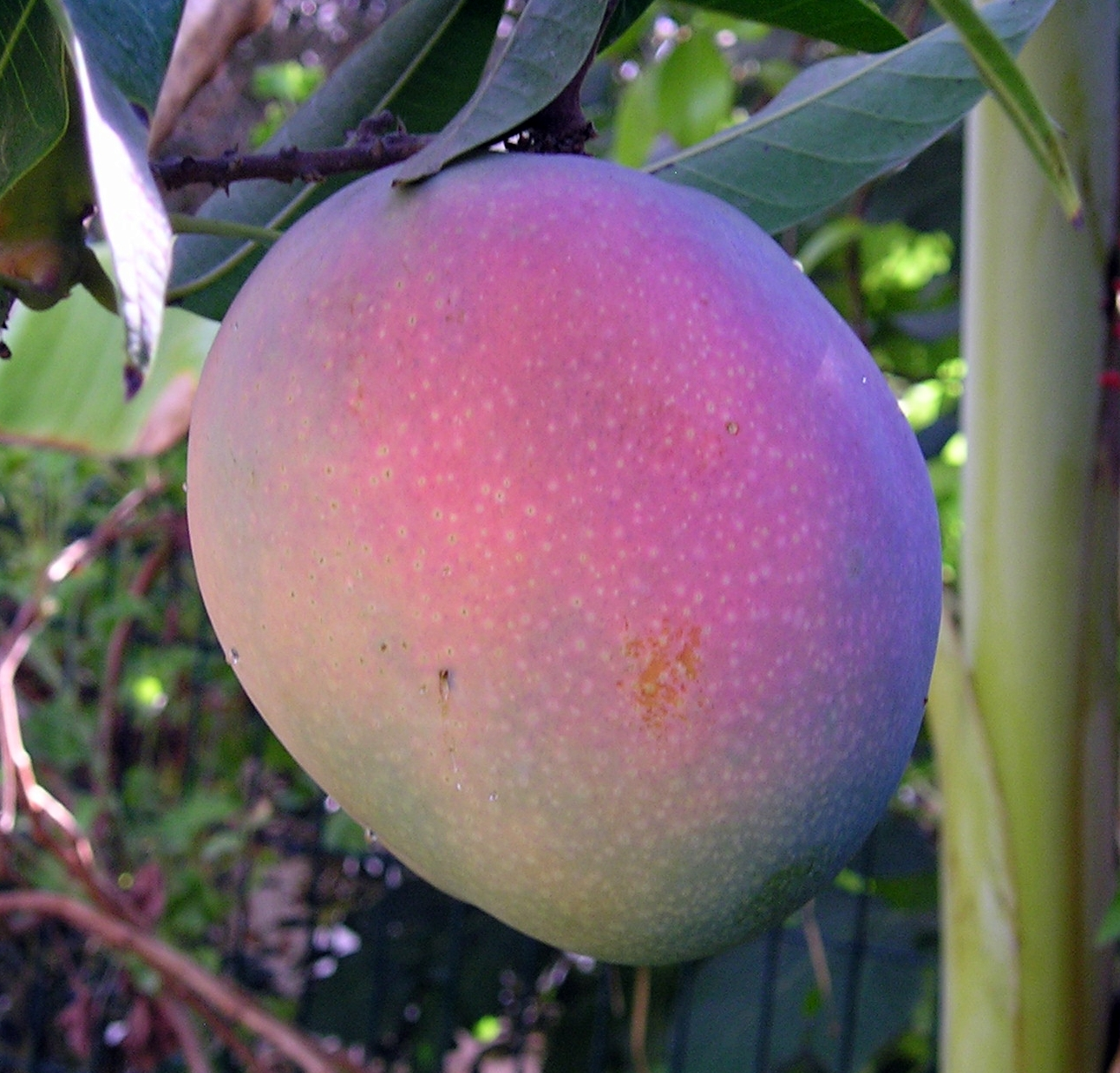
Niemal dojrzałe fioletowe mango, Izrael
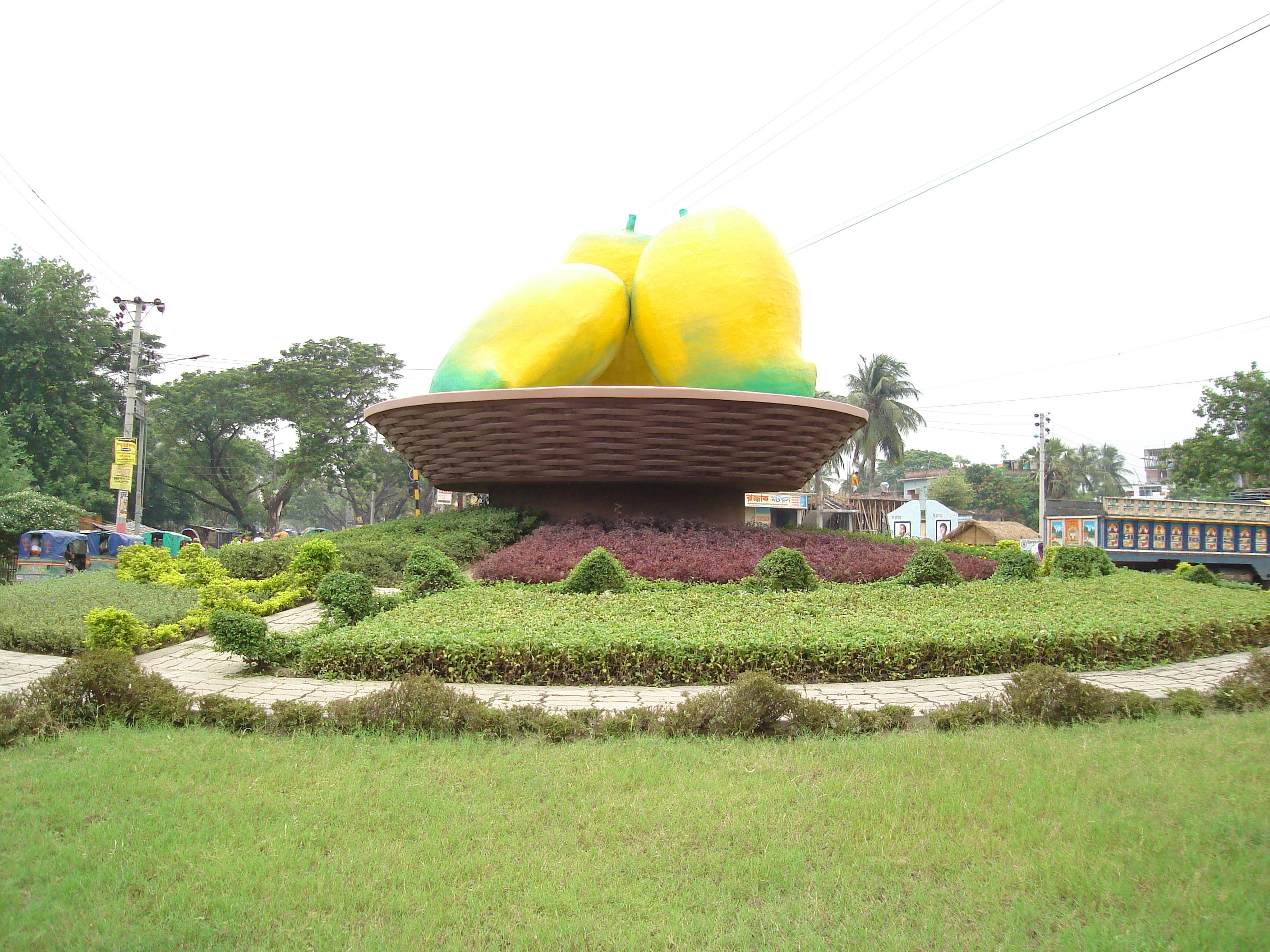
Rindo z mango, Radźszahi, Bangladesz
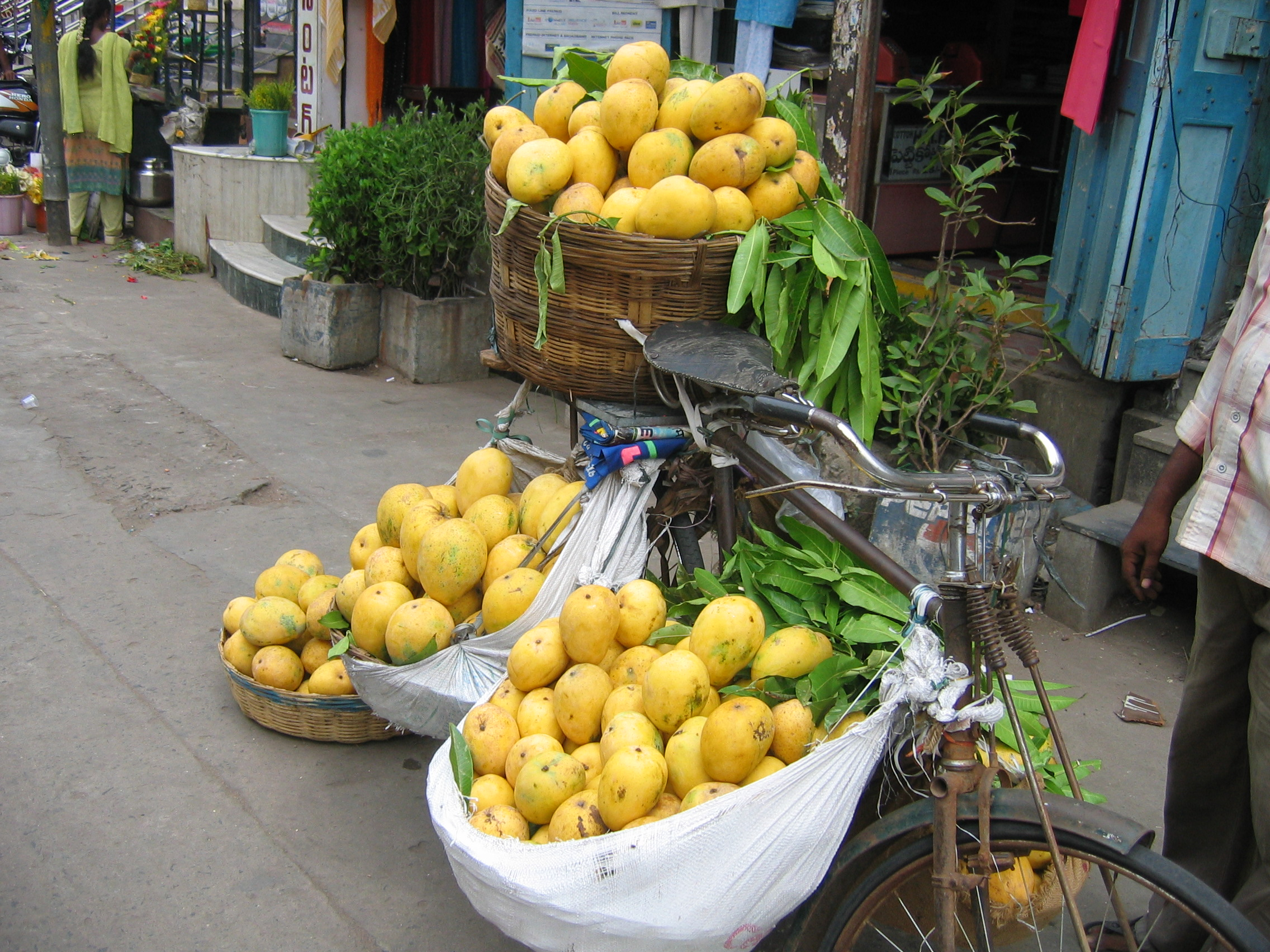
Mango Banganpalli na targu w Guntur
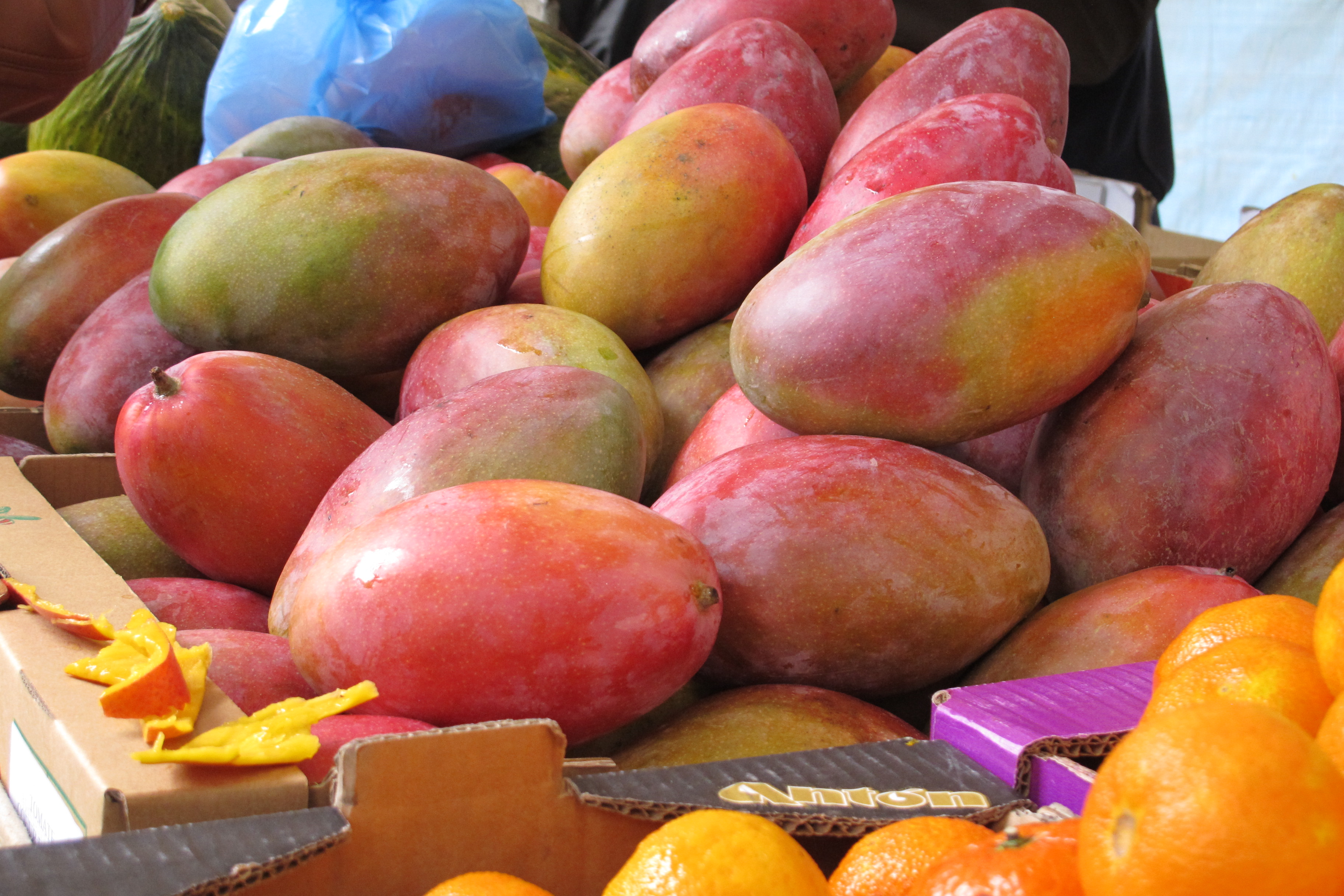
Mango na paryskim targu